# 城关镇 (平罗县)
城关镇，是中华人民共和国宁夏回族自治区石嘴山市平罗县下辖的一个乡镇级行政单位。

## 行政区划
城关镇下辖以下地区：
前西社区、人东社区、前东社区、北郊社区、玉龚路社区、南郊社区、玉皇阁社区、回中路社区、太西社区、合作村、和平村、新建村、关渠村、新利村、新民村、前进村、前锋村、步口桥村、沿河村、前卫村、小兴墩村、星火村、老户村、二闸村、三闸村、农牧场、苗木繁育中心生活区、渔种场、良种繁育场和盐改实验站生活区。